# Lista de videojogos baseados na WWE
Existem diversos jogos baseados na WWE, editados por várias empresas especializadas, como a THQ ou a Midway. Esta é uma lista de todos os videojogos baseados na licensa WWE, ordenada por ordem alfabética:
Nota:Alguns jogos WWF/WWE que partilham o mesmo nome mas foram produzidos para plataformas diferentes mas considerados em separado, especialmente se tiverem sido lançados em datas bastantes separadas. Por exemplo, o jogo da SNES WWF Royal Rumble é completamente diferente do jogo da Dreamcast intitulado WWF Royal Rumble lançado vários anos depois.
- MicroLeague Wrestling WWF Superstars (Commodore 64)
- WWE Aftershock (Ngage)
- WWE Crush Hour (PlayStation 2, Gamecube, Xbox)
- WWE Day of Reckoning (Gamecube)
- WWE Day of Reckoning 2 (Gamecube)
- WWE Mobile Madness (Telemóvel)
- WWE Mobile Madness Hardcore (Telemóvel)
- WWE Mobile Madness: Cage (Telemóvel)
- WWE RAW (PC, Xbox, Telemóvel)
- WWE RAW 2 (Xbox)
- WWE Road to WrestleMania X8 (Game Boy Advance)
- WWE SmackDown Here Comes The Pain (PlayStation 2)
- WWE SmackDown Shut Your Mouth (PlayStation 2)
- WWE SmackDown vs. RAW (PlayStation 2)
- WWE SmackDown vs. RAW 2006 (PlayStation 2, PlayStation Portable)
- WWE SmackDown vs. Raw 2007 (Xbox 360, PlayStation 2, PlayStation Portable)
- WWE SmackDown vs. Raw 2008 (Xbox 360, PlayStation 2, PlayStation Portable, Nintendo Wii, Nintendo DS, Telemóvel)
- WWE SmackDown vs. Raw 2009 (Xbox 360, PlayStation 2, PlayStation 3, PlayStation Portable, Nintendo Wii, Nintendo DS)
- WWE Survivor Series (Game Boy Advance)
- WWE WrestleMania X8 (Gamecube)
- WWE WrestleMania XIX (Gamecube)
- WWE WrestleMania 21 (Xbox)
- WWF Attitude (Dreamcast, Nintendo 64, PlayStation, Game Boy Color)
- WWF Betrayal (Game Boy Color)
- WWF European Rampage Tour (AMI, Commodore 64)
- WWF In Your House (PC, PlayStation, Saturn)
- WWF King of the Ring (NES, Game Boy)
- WWF No Mercy (Nintendo 64)
- WWF Rage in the Cage (Sega CD)
- WWF RAW (videojogo) (32X, Genesis, Game Boy, Game Gear)
- WWF Road to WrestleMania (Game Boy Advance)
- WWF Royal Rumble (SNES, Genesis)
- WWF Royal Rumble (Dreamcast)
- WWF SmackDown (PlayStation)
- WWF SmackDown 2: Know Your Role (PlayStation)
- WWF SmackDown Just Bring It (PlayStation 2)
- WWF Steel Cage (Game Gear)
- WWF Superstars (Arcade)
- WWF Superstars (Game Boy)
- WWF Superstars 2 (Game Boy)
- WWF Super WrestleMania (SNES, Genesis)
- WWF War Zone(Nintendo 64, PlayStation, Game Boy)
- WWF With Authority! (PC)
- WWF WrestleFest (Arcade)
- WWF WrestleMania (Arcade, PC, NES, 32X)
- WWF WrestleMania 2000 (Nintendo 64, Game Boy Color)
- WWF WrestleMania: The Arcade Game (Genesis, PlayStation, Saturn)
- WWF WrestleMania Challenge(NES, Commodore 64)
- WWF WrestleMania: Steel Cage Challenge (NES, SMS)
- WWE SmackDown vs. Raw 2010 (Xbox 360, PlayStation 2, PlayStation 3, PlayStation Portable, Nintendo Wii, Nintendo DS)
- WWE SmackDown vs. Raw 2011 (Xbox 360, PlayStation 2, PlayStation 3, PlayStation Portable, Nintendo Wii, Nintendo DS)
- WWE All Stars (Xbox 360, PlayStation 2, PlayStation 3, PlayStation Portable, Nintendo Wii, Nintendo DS)
- WWE'12 (Xbox 360, Playstation 3, Nintendo Wii
- WWE'13 (Xbox 360, PlayStation 3)
- WWE 2K14 (Xbox 360, PlayStation 3)
- WWE 2K15 (Xbox 360, PlayStation 3, PlayStation 4, Xbox One)
- WWE 2K16 (Xbox 360, PlayStation 3, PlayStation 4, Xbox One)
- WWE 2K17 (Xbox 360, PlayStation 3, PlayStation 4, Xbox One)
- WWE 2K18 (PlayStation 4, Xbox One, Nintendo Switch)